# (100857) 1998 HZ43
(100857) 1998 HZ43 es un asteroide perteneciente al cinturón de asteroides, región del sistema solar que se encuentra entre las órbitas de Marte y Júpiter, descubierto el 20 de abril de 1998 por el equipo del Lincoln Near-Earth Asteroid Research desde el Laboratorio Lincoln, Socorro, Nuevo México, Estados Unidos.

## Designación y nombre
Designado provisionalmente como 1998 HZ43. 

## Características orbitales
1998 HZ43 está situado a una distancia media del Sol de 2,783 ua, pudiendo alejarse hasta 3,196 ua y acercarse hasta 2,370 ua. Su excentricidad es 0,148 y la inclinación orbital 8,545 grados. Emplea 1696,26 días en completar una órbita alrededor del Sol.

## Características físicas
La magnitud absoluta de 1998 HZ43 es 15,2. 